# Siebe Ledegen
Siebe Ledegen (6 januari 2003) is een Belgisch basketballer.

## Carrière
Ledegen ging in 2012 spelen in de jeugdploegen van Okapi Aalst. Bij Aalst maakte hij in het seizoen 2019/20 zijn debuut in de eerste ploeg, hij speelde dat seizoen twee wedstrijden. In het volgende seizoen speelde hij twaalf wedstrijden voor de eerste ploeg. In 2021/22 speelde hij al in 21 wedstrijden, scoorde gemiddeld 5 punten voor een gemiddelde van 13 minuten.
In het seizoen 2022-2023 had Ledegen een gemiddelde van 10 punten in 22 minuten. Dit in 28 wedstrijden voor Okapi Aalst .Dit seizoen werd Ledegen ook voor de eerste keer geselecteerd voor de Belgian Lions en maakte hij zijn eerste cap tegen het Verenigd Koninkrijk samen met Xander Pintelon en Thijs De Ridder.
Hij is tevens jeugdinternational voor de Belgian Lions. Op het Europees kampioenschap onder 20 in Podgorica haalde Ledegen met België in 2022 een achtste plaats.In 2023 werd hij gekozen tot kapitein van het U20 nationaal team, dat vierde werd op het EK in Heraklion en hiermee de beste prestatie ooit voor een nationale jeugdselectie jongens evenaarde. Ledegen was op dit tornooi goed voor 11,7 punten en 4,9 rebounds in 31,6 minuten.